# Euthynnus alletteratus
Euthynnus alletteratus é uma espécie de peixes da família Scombridae da ordem dos Perciformes.

## Descrição
Os machos podem alcançar os 122 cm de comprimento total e os 16,5 kg de peso.
A espécie tem distribuição natural nas águas tropicais e subtropicais de todos os oceanos, estando presente no Mar Mediterrâneo, no Mar Negro, no Mar do Caribe e no Golfo do México